# Pregón

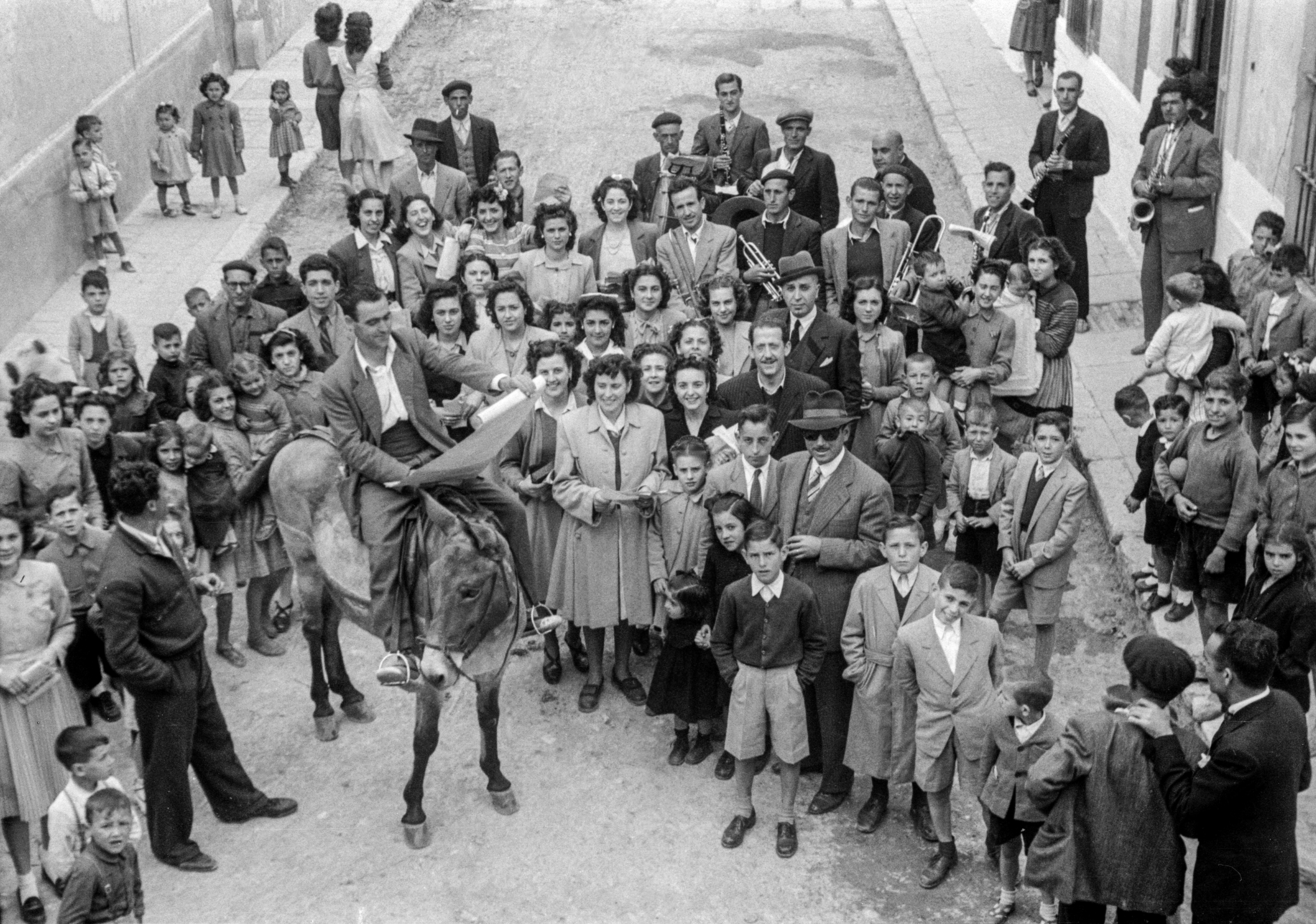
Pregón en la localidad española de Alginet en 1948

El pregón es un acto de promulgación en voz alta de un asunto de interés para el público. El antiguo pregonero tuvo su auge en siglos pasados, cuando los núcleos de población eran pequeños, para después ir desapareciendo de las ciudades paulatinamente con el tamaño de las poblaciones y otros sistemas de comunicación. También se hacían pregones para la venta de bienes o servicios.

## El pregón festivo

En la Semana Grande de Bilbao, el pregonero viste una casaca amarilla y un bicornio negro.

Otra acepción se refiere al Pregón como acto público con el que se inicia una celebración festiva, ya sea religiosao cívica,
referido a unas fiestas sacras
o las de una localidad,
teniendo hoy plena vigencia. El pregonero suele ser un figura destacada del mundo de la literatura, el periodismo o persona relevante. Los pregones además, suelen publicarse en pequeñas obras, en periódicos, e incluso se graban para la televisión o para canales de streaming. 

Lectura del Pregón en Fiestas del Pilar de 2022.

Han evolucionado, de tal manera que ya no se limitan solo a un texto leído o recitado en verso, sino que llevan a veces un complicado alarde de actuaciones musicales o intervenciones de otros oradores que acompañan al pregonero, con llamativos efectos visuales y musicales. 
El pregón del Carnaval de Cádiz (España), es un claro ejemplo de la evolución de los pregones festivos, con un amplio repertorio de pregoneros.

## Costumbre
En algunos países sudamericanos se acompañaron de música, pasando de un modo de venta para convertirse en un género musical. La costumbre del pregón parece estar relacionada con el clima, dado que a bajas temperaturas la disposición de los vendedores, que dieron lugar a esta costumbre, a vocear en la calle al aire libre es menor.